# Otus longicornis
Mocho-d'orelhas-de-lução ou mocho-de-orelhas-serrano-de-lução (Otus longicornis) é uma espécie de ave estrigiforme pertencente à família Strigidae.